# سفارت بریتانیا در پراگ
سفارت بریتانیا در پراگ (به لاتین: Embassy of the United Kingdom) یک منطقهٔ مسکونی و نمایندگی سیاسی این کشور در جمهوری چک است که در پراگ واقع شده‌است.